# Хушал-хан Хаттак
Хушал-хан (пушту خوشال خان خټک; нар. 1613 — 25 лютого 1689) — 4-й хаттаський хан у 1641—1676 роках, відомий афганський поет. Вважається засновником національної пуштунської поезії.

## Життєпис
Походив з пуштунського племені хаттак. Старший син Шахбаз-хана. Народився 1613 року. Замолоду навчався військовій справі, а також здобув загальну освіту, захоплювався перською літературу, виявивши поетичний хист. З 13 років брав участь у військових кампаніях свого батька, насамперед проти пуштунів-юсуфзаїв. 1641 року після смерті батька успадкував ханство та отримав мансаб від падишаха Шах Джахана.
Під час боротьбу за владу у 1657—1658 роках ймовірно підтримав Дара Шукоха, за що переможець Аурангзеб став його не довіряти. Хушал-хан підкорив частину племені юсуфзаїв, тим самим розширивши свої володіння. 1664 року падишах наказав заарештувати Хушала, відправивши того до Гваліорської фортеці. Там він деякий час був ув'язненим, а потім перебував під вартою в гірській в'язниці. Лише 1668 року хана було звільнено, став повільно відмежувався від Імперії Великих Моголів. Він уклав союзи з іншими пуштунськими племенами сафіїв, афридіїв, моманд та шинварі і розпочав систематичний опір. Своїм завданням поставив об'єднання усіх пуштунів в єдину незалежну державу.
1672 року спільно з Дар'я-ханом Афріді та Аймал-ханом Мохманда підняв повстання проти могольського падишаха. Спочатку вдалося здобути важливу перемогу біля Хайберського проходу. Потім до повстання приєдналося решта пуштунських племен, що перебували під владою моголів. Втім Аурангзеб зумів перетягнути на свій бік бахрама, сина Хушала, після чого перейшов у наступ. 1675 року повстання зазнало поракзи. 1676 року Хушал зрікся влади, а його син Ашраф і Бахрам до 1683 року боролися за владу, чим послабили Хаттаське ханство.
Вимушен разом з синами Нусратом і Гохаром був втекти до Тіраху, що перебувало у володіннях афридіїв. Решту життя Хушал займався творчістю. Помер 1689 року.

## Творчість
Доробок складається з понад 45 тис. віршів. Згідно з деякими істориками, кількість збірок, складених ним, становить 260. Його більш відомими книгами є поеми-маснаві «Базнаме» (посібник із соколиного полювання з мотивами траидційної мисливської лірики — тардіят), «Сватнаме» (опис подорожі до долини Сват), «Фазлнаме» (довідник з релігійних та суспільних обов'язків), «Тіббнаме» (книга про домашні лікарські рецепти), «Фарухнаме» (діалог між пером і мечем) і «Фіракнаме» (плач про його розлуку з батьківщиною під час полону).
Хушал також написав багато газелей перською мовою під псевдонімом Рухі, касиди мовою фарсі про марність світу і «Про жіночі типи». Остання є поєднанням класичної касиди і дидактичного трактату з перськими і індуїстськими рисами.